# مابن (میسیسیپی)
مابن (به انگلیسی: Maben) شهرکی در ایالت میسیسیپی کشور ایالات متحده آمریکا است که جمعیت آن در سرشماری سال ۲۰۱۰ میلادی، ۸۷۱
نفر بوده‌است.